# 路易絲-瑪麗·德·奧爾良
路易絲-瑪麗（法語：Louise-Marie，1812年4月3日—1850年10月11日）是法国奧爾良王朝的公主和比利时王国的第一任王后。她的丈夫是比利时的开国国王利奥波德一世。
路易絲-瑪麗的父亲是法国国王路易-菲利普一世。1832年，二十岁的她和比她年长二十二岁的利奥波德一世结婚，成为他的第二任妻子。夫妇共育有三子一女。